# خيتافي ب
خيتافي ب هو نادي كرة قدم في إسبانيا تأسس في 1983.

## وصلات خارجية
- الموقع الرسمي